# 사운드 블라스터 라이브!
사운드 블라스터 라이브!(Sound Blaster Live!)는 크리에이티브 테크놀로지가 개발한 사운드 카드이다.

## 개요

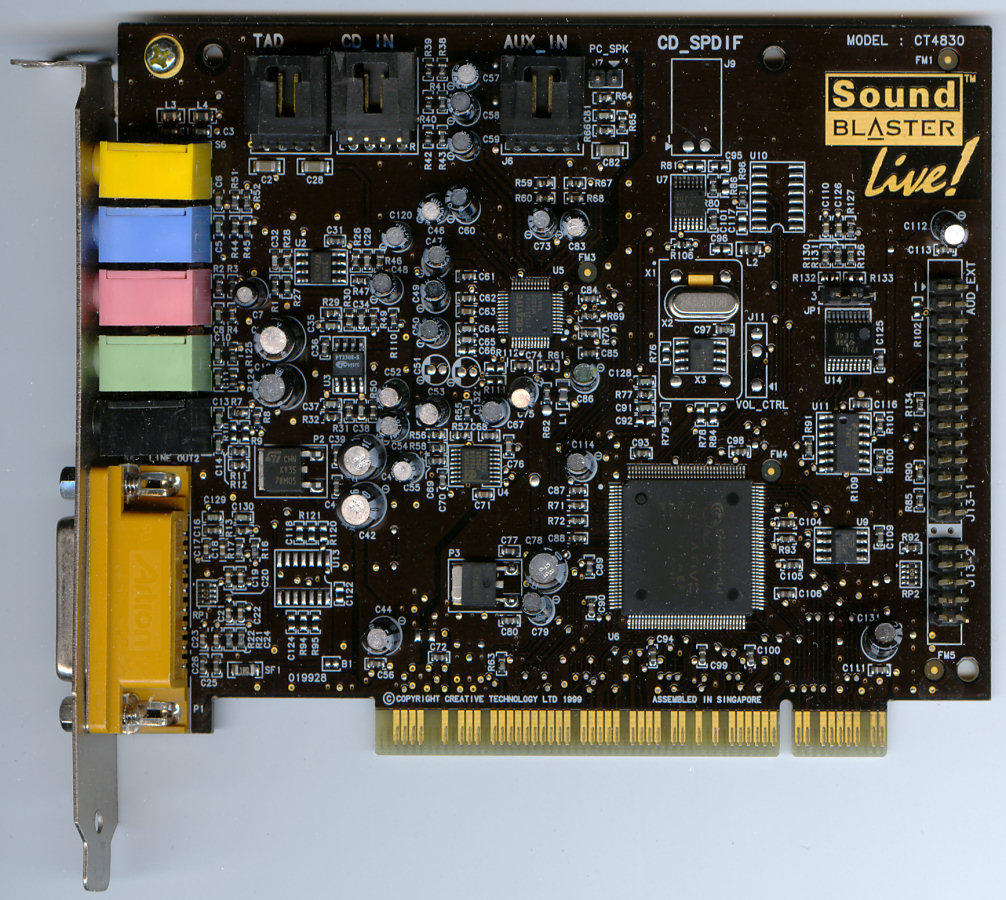
사운드 블라스터 라이브! 벨류

사운드 블라스터 라이브!(1998년 8월)는 오디오 처리를 위해 EMU10K1 프로세서, 1000MIPS 성능의 244만 개의 트랜지스터 DSP를 도입하였다. EMU10K1는 다이렉트사운드 가속 기능, EAX 1.0/2.0 (A3D와 경쟁), 높은 음질의 64 음성 샘플 기반 신지타이저 (웨이브테이블), 실시간 디지털 오디오 음향 처리를 위한 FX8010 통합 DSP 칩을 제공하였다.
이전 세대(EMU8000)와의 주된 설계 변화는 EMU10K1이 PCI 버스를 통하여 웨이브테이블 샘플을 위해 온보드 메모리가 아닌 시스템 메모리를 사용했다는 점이다. 다음과 같은 까닭으로 이러한 것이 가능하게 되었다.
- 시스템이 이전보다 더 많은 RAM을 장착할 수 있다.
- PCI가 오래된 ISA 버스보다 훨씬 더 빠르고 더 효율적으로 데이터를 전송할 수 있다.

드디어 통합된 FX8010은 1 킬로바이트의 명령어 메모리를 포함하여 32비트 프로그래밍이 가능한 프로세서이다. 효과음 알고리즘은 마이크로소프트 디벨로퍼 스튜디오에 통합된 개발 시스템으로 만들어졌다. 이러한 효과음은 C 언어와 비슷한 언어로 작성되었으며 컴파일러 fxasm을 통해 네이티브 FX8010 객체 코드로 컴파일되었다.
DSP는 잠정적으로 어떠한 입력으로부터라도 오디오를 처리하였으며, 오디오에 특수 효과를 넣을 수 있다.(반향, 플렌징, 코러스). 따라서 MP3 같은 웨이브 사운드에 에코,리버브,음성변조 같은 효과를 넣을 수도 있으며 마이크,라인 입력에서도 마찬가지로 실시간으로 효과를 줄 수도 있다. 이런 효과를 주기 위해서는 라이브웨어에 포함된 AHQ라는 프로그램을 사용 하면 된다. 당연히 사운드블라스터 라이브!가 아닌 다른 사운드카드에서 AHQ는 쓸 수 없다. 이전에 이러한 기능은 MIDI 출력으로 제한되었으나 EMU10K1의 DSP는 MIDI뿐 아니라 다른 어떠한 소스에서도 사용할 수 있었다. 크리에이티브는 이러한 새로운 기능을 사용하여 게임 오디오의 환경 강화를 극대화하였으며 이에 대한 이름을 EAX로 정하였다.
사운드 블라스터 라이브!는 이전의 사운드 블라스터보다 더 높은 음질을 제공하였다. 모든 단계에서 소리를 디지털로 처리하였으며 거대한 칩 통합으로 더 오래되고 크기가 커다란 카드들에 있었던 아날로그 신호 손실을 줄일 수 있었다.
그럼에도 불구하고, 디지털 처리는 몇 가지 제한이 있다. DSP는 내부의 고정된 48kHz의 샘플 레이트를 가졌으며 44.1kHz나 32 kHz와 같은 더 낮은 샘플 레이트에서 마친 어떠한 녹음이라도 48 kHz로 업샘플링되어 출력으로 다시 다운샘플링되어 버린다.
사운드 블라스터 라이브!의 생산 환경에서는 소리 보존을 유지하려면 48 kHz 샘플링을 사용하는 것이 좋다. 이러한 리샘플링은 조심하게 들어 보면 청취할 수 있는 소리에 상호변조 왜곡을 만들어내는 것을 알 수 있다. 가장 문제가 되는 점은 대부분의 소리가 44.1 kHz (CD 음질)로 샘플되며 주파수는 특히 48 kHz로 변환하기 힘들다는 데에 있다.
사운드 블라스터 라이브!는 여러 개의 스피커 출력(처음에는 최대 4개)을 지원하였다. 소프트웨어는 이를 4.1 설정(이는 4개의 위성 스피커와 하나의 서브 스피커)이라고 불렸다. 그렇지만 서브우퍼 스피커는 5.1 이상으로서의 별도 출력은 아니었다. 그 대신 스피커 시스템 안에 있는 저주파 여과기 (크로스오버)는 서브우퍼를 위해 사운드 카드 출력으로부터 중고역 주파수를 제거한다.
게임은 4.1 스피커 설정을 4채널로 보고 있으며 이는 다이렉트사운드 자체가 이러한 구성에서 서브우퍼 출력이 없음에 기인한다. 이는 크리에이티브 사운드 카드에만 국한된 것이 아니다; Aureal, 엔소닉, 필립스, 그리고 다른 제조사들은 4개의 사운드 출력을 똑같은 방식으로 사용한다. 나중에 나온 라이브! 버전, 이를테면 라이브 5.1은 가운데 채널 스피커와 LFE 서브우퍼 출력을 제공하는 5.1 채널을 지원하며, 돌비 디지털 5.1이 디코딩되는 영화 시청 환경에 매우 유용하다.
라이브!는 엔소닉의 오디오PCI 도스 TSR 프로그램을 통해 도스 레거시 지원을 제공하였다. 크리에이티브는 1998년에 엔소닉을 인수한 바 있으며, 이로써 새로운 카드들에 호환성이 높은 ISA 사운드 카드 에뮬레이터를 이용하였다.
사실, 라이브!는 도스에서 웨이브테이블 에뮬레이션을 위해 ".ecw" (엔소닉 콘서트 웨이브테이블) 파일을 사용한다. 이 프로그램은 사운드 블라스터 16, 일반 MIDI, 애드립과 같은 수많은 표준에 대한 지원을 사용한다.
초기 사운드 블라스터 라이브!는 크리에이티브사가 "Mini Din"이라고 일컬었던 디지털 출력을 위해 9핀 미니 DIN 단자를 장착하였다. 이 단자는 마이크와 디지털 스피커를 동시에 사용할 수 있게 도와 주었다. 이것은 벨류와 기본 모델에서는 사용하지 못했다. 왜냐하면 이러한 모델들은 S/PDIF 디지털 입출력 및 마이크 연결을 위해 하나의 포트를 공유하였기 때문이다. 미니 DIN 단자는 잇따라 나오는 사운드 블라스터 제품에는 포함되지 못하였지만 이것을 디지털 입력으로만 사용하는 스피커 시스템을 소유한 사람들은 크리에이티브의 어댑터를 별도로 구매할 수도 있다.

## 모델
- 사운드 블라스터 라이브! 및 라이브! 벨류
- 사운드 블라스터 라이브! 플래티넘: 라이브! 드라이브 II를 포함한다.
- 사운드 블라스터 라이브! 5.1
- 사운드 블라스터 라이브! 델 OEM
- 사운드 블라스터 PCI512
- 사운드 블라스터 라이브! 24비트

## 같이 보기
- 사운드 블라스터